# Бежен, Луи-Назер
Луи-Назер Бежен (фр. Louis-Nazaire Bégin; 10 января 1840, Ла-Пуэнт-Леви, Канада — 19 июля 1925, Квебек, Канада) — канадский кардинал. Епископ Шикутими с 1 октября 1888 по 18 декабря 1891. Титулярный архиепископ Кирены с 18 декабря 1891 по 12 апреля 1898. Коадъютор Квебека с 18 декабря 1891 по 3 сентября 1894. Апостольский администратор Квебека с 3 сентября 1894 по 12 апреля 1898. Архиепископ Квебека с 12 апреля 1898 по 19 июля 1925. Кардинал-священник с 25 мая 1914, с титулом церкви Санти-Витале-Валерия-Джервазио-э-Протазио с 28 мая 1914.